# Курбатово (Волоколамский район)
Курбатово — деревня в Волоколамском районе Московской области России.
Относится к Теряевскому сельскому поселению, до муниципальной реформы 2006 года относилась к Теряевскому сельскому округу. Население — 21 чел. (2010).

## География
Деревня Курбатово расположена на правом берегу реки Малой Сестры (бассейн Иваньковского водохранилища), примерно в 23 км к северо-востоку от города Волоколамска. В деревне две улицы — Лесная и Сосновая. Ближайшие населённые пункты — деревни Кузьминское, Макариха и Чащь.

## Население
| 1852 | 1859 | 1890 | 1926 | 2002 | 2006 |
| ---- | ---- | ---- | ---- | ---- | ---- |
| 278  | ↗304 | ↗469 | ↗549 | ↘25  | ↘20  |
| 2010 |      |      |      |      |      |
| ↗21  |      |      |      |      |      |

## История
В «Списке населённых мест» 1862 года Курбатово — казённая деревня 1-го стана Клинского уезда Московской губернии по правую сторону Волоколамского тракта, в 46 верстах от уездного города, при реке Малой Сестре, с 43 дворами и 304 жителями (149 мужчин, 155 женщин).
По данным на 1890 год входила в состав Покровской волости Клинского уезда, число душ составляло 469 человек.
В 1913 году — 74 двора.
В 1919 году была включена в состав Калеевской волости Волоколамского уезда.
По материалам Всесоюзной переписи населения 1926 года — центр Курбатовского сельсовета Калеевской волости, проживало 549 жителей (264 мужчины, 285 женщин), насчитывалось 107 хозяйств, имелась школа.
С 1929 года — населённый пункт в составе Волоколамского района Московской области.